# 莫倫巴赫河
50°55′6.43″N 7°44′5.41″E / 50.9184528°N 7.7348361°E

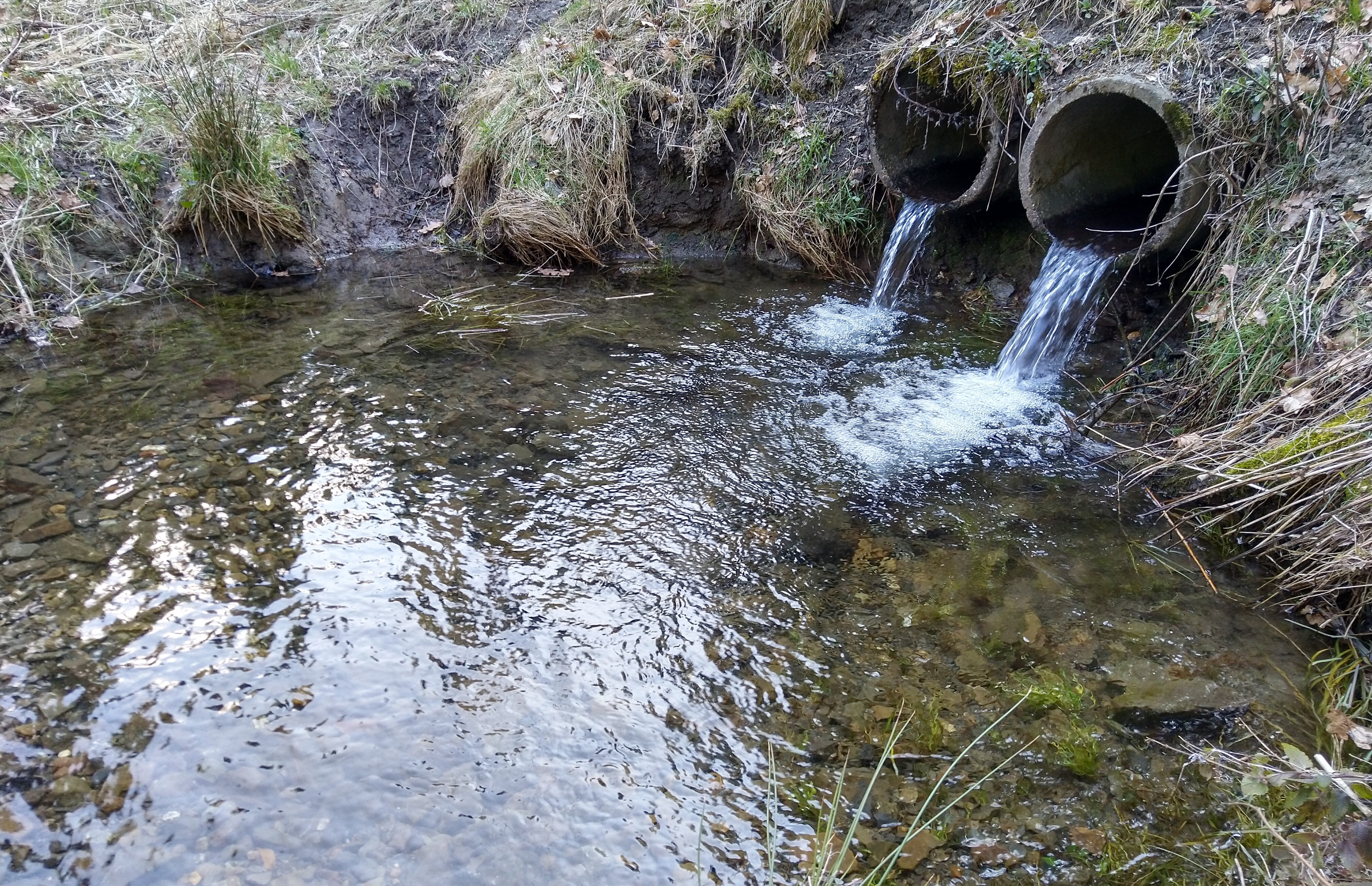

莫倫巴赫河（德語：Mohrenbach），是德國的河流，位於該國西部，處於北萊茵-威斯特法倫州，屬於奧河的左支流，河道全長1公里，發源地海拔高度370米。